# Pol Konsler
Pol Konsler est un tireur sportif français né le 15 janvier 1913 à Nancy en Meurthe-et-Moselle, et mort le 21 septembre 2007 à Nancy (France).

## Biographie
Pol Konsler devient membre de la société de tir de Nancy en 1927 et est élu à son comité en 1937. En 1947, il devient vice-président de cette association et le restera jusqu'en 1985. Il pratiquait également d'autres sports comme l'athlétisme.
.
En 1939, il tire en catégorie "élite" .
Il intègre l'équipe de France en 1948 et y demeure jusqu'en 1958.
Il fait partie des 28 sportifs licenciés dans un club nancéien à avoir participé à des jeux olympiques.
Après sa carrière sportive, il se consacre à l'enseignement du tir et en sera récompensé par la médaille d'or de la jeunesse et des sports.

## Palmarès
- 1933 : 
  - 5ème place au championnat de France au fusil 200 mètres, jeunesse[5].
  - 11ème place au championnat de France au fusil 200 mètres, jeunesse[5].

- 1952 : Pol Konsler a participé aux championnats du monde à Oslo[6] juste avant les Jeux olympiques d'été[7],[8] à Helsinki en Finlande où il a réalisé les résultats suivants :
  - Carabine 50 mètres 3 positions : 30e
  - Carabine 50 mètres couché : 33e
- 1951 : Sélectionné en équipe de France pour les matchs France-Belgique et France-Suisse [9].
- 1950 : 
  - Deuxième prix des championnats internationaux de France[10].
  - Champion de France carabine réglementaire à 50 m[11].
- 1949 : Sélectionné en équipe de France pour le match France-Suisse [12].
- 1948 : 
  - Sélectionné en équipe de France pour le match France-Belgique [13].
  - Première place au Challenge Johnson (trois tireurs Lorrains) lors des championnats de France de Tir, à Versailles (Génot, Konsler et Henry de Neufchâteau) [14].

## Hommages
Le stand de la Société de Tir de Nancy porte son nom. Pol Konsler a été récompensé par la ville de Nancy parmi d'autres grands sportifs; avec Odette Drand, en 1952, ils reçoivent le "prix du meilleur athlète de Nancy" .